# ナジェジダ・ペトロヴナ
ナジェジダ・ペトロヴナ（Надежда Петровна, 1898年3月3日 - 1988年4月21日）は、ロシアの皇族。ニコライ1世の曾孫。

## 生涯
ナジェジダはピョートル・ニコラエヴィチ大公とその妻ミリツァ・ニコラエヴナ妃との間の末娘として生まれた。双子の姉妹ソフィヤは、生まれたばかりで亡くなった。ナジェジダは第1次世界大戦が始まる直前に又従兄のオレグ・コンスタンチノヴィチ公と結婚の約束をしたが、オレグは従軍中に戦死した。ナジェジダは1917年4月、クリミアでニコライ・ウラジーミロヴィチ・オルロフ公爵（1891年 - 1961年）と結婚した。ナジェジダは1919年、ロシア革命で権力を掌握したボリシェヴィキ政権がクリミアに迫ると、一族とともにイギリスの戦艦「マールバラ」号に乗ってロシアを脱出した。
ナジェジダは夫オルロフ公爵とのあいだに娘を2人もうけた。
- イリナ（1918年 - 1989年）
- クセニヤ（1921年 - 1963年）

ナジェジダは1940年にオルロフと離婚した。ナジェジダは1988年、フランスのシャンティイで死んだ。